# Glory By Honor XVIII
Glory By Honor XVIII fue la decimoctava edición del Glory By Honor, un evento pago por visión de lucha libre profesional producido por Ring of Honor. Tuvo lugar el 20 y 21 de agosto de 2021 desde el 2300 Arena en Philadelphia, Pennsylvania.

## Antecedentes
En ROH Free Enterprise el febrero anterior, Flip Gordon, disfrazado de Dragon Lee, ganó una batalla real de 20 hombres para ganar un futuro Campeonato Mundial de ROH. El 16 de junio, se anunció que Gordon obtendrá su lucha por el título, actualmente en manos de Bandido, en la noche uno de Glory By Honor.
Los tres stables dentro de ROH - La Facción Ingobernable (LFI), Violence Unlimited (VU) y The Foundation - han estado luchando entre sí desde principios de 2021 por la supremacía y el poder dentro de la empresa. Durante la Noche 1 de Glory By Honor, LFI y VU se enfrentarán en una lucha por equipos de ocho hombres.
Dos miembros de The Foundation, la facción que quiere devolver ROH a sus raíces centrándose en la lucha técnica / "pura", lucharán entre sí en la Noche 1 por el Campeonato Puro de ROH, con el campeón Jonathan Gresham defendiendo contra su compañero de equipo Rhett Titus.

## Resultados

### Día 1: 20 de agosto
- Silas Young derrotó a Rey Horus.
  - Young cubrió a Horus después de un «Misery».
- Demonic Flamita derrotó a Dak Draper, Danhausen, Eli Isom, Mike Bennett y PJ Black en un  y Six-Man Mayhem y ganó una oportunidad por el Campeonato Mundial de ROH.
  - Flamita cubrió a Danhausen después de un «Muscle Buster» seguido de un «Codebreaker».
- Vita VonStarr & Max The Impaler derrotaron a The Allure (Angelina Love & Mandy Leon).
  - VonStarr cubrió a Leon con un «Roll-Up».
  - Después de la lucha, VonStarr & Max atacaron a Leon.
- EC3 derrotó a Brian Johnson.
  - EC3 cubrió a Johnson después de un «The Purpose»
- Mark Briscoe derrotó a Bateman (con Dutch).
  - Briscoe cubrió a Bateman después de un «Froggy Bow».
  - Durante la lucha, Dutch interfirió a favor de Bateman.
- Jonathan Gresham derrotó a Rhett Titus y retuvo el Campeonato Puro de ROH.
  - Gresham cubrió a Titus con un «Roll-Up».
- Violence Unlimited (Brody King, Chris Dickinson, Homicide & Tony Deppen) derrotaron a  La Facción Ingobernable (Dragon Lee, Kenny King, La Bestia del Ring & Rush) en un Philly Street Fight.
  - King cubrió a Bestia del Ring después de un «All Seeing Eye».
- Bandido derrotó a Flip Gordon y retuvo el Campeonato Mundial de ROH
  - Bandido cubrió a Gordon después de un «21 Plex».

### Día 2: 21 de agosto
- Dalton Castle derrotó a Danhausen.
  - Castle cubrió a Danhausen después de un «Bang-a-Rang».
- LSG derrotó a World Famous CB en un Pure Rules.
  - LSG cubrió a Famous CB con un «Rocket-Bye Baby».
- Rok-C & Miranda Alize derrotaron a Chelsea Green & Willow Nightingale.
  - Rok-C cubrió a Nightingale después de un «Code Roc».
- Shane Taylor Promotions (Jasper Kaun, Moses Maddox & Shane Taylor) derrotaron a Incoherence (Delirious, Frightmare & Hallowicked) y retuvieron el Campeonato Mundial de Tríos de ROH.
  - Taylor cubrió a Frightmare después de un «Marcus Garvey Driver».
- Mark Briscoe & Brian Johnson derrotaron a Demonic Flamita & Flip Gordon
  - Briscoe cubrió a Gordon después de un «Froggy Bow».
- The Foundation (Jay Lethal, Jonathan Gresham, Rhett Titus & Tracy Williams) derrotaron a Violence Unlimited (Brody King, Chris Dickinson, Homicide & Tony Deppen).
  - Lethal cubrió a Deppen después de un «Lethal Inyection».
- La Facción Ingobernable (Dragon Lee & Rush) derrotaron a MexiSquad (Bandido & Rey Horus).
  - Rush cubrió a Rey Horus después de un «Bull’s Horns».
- Vincent derrotó a Matt Taven en un Steel Cage The Last Stand.
  - Vincent cubrió a Taven después de un «Orange Sunshine».